# بتی سو مسترز
بتی سو سایلر مسترز استاد موقت در دانشگاه دوک است که برای پژوهش‌هایش دربارهٔ سینتاز نیتریک اکسید و سیتوکروم پی۴۵۰ ردوکتاز شناخته می‌شود. او در سال ۱۹۹۲ برندهٔ جایزهٔ برتری در علم از طرف انجمن فیزیولوژی و شیمی زیستی آمریکا شد و به عضویت آکادمی ملی پزشکی و همچنین به عنوان همکار انجمن پیشرفت علوم آمریکا انتخاب شده است.

## اوایل زندگی و تحصیلات
مسترز در لکسینگتون، ویرجینیا به دنیا آمد؛ جایی که پدرش گویندهٔ رادیو و خواننده بود. او در کودکی علاقه‌مند به خواندن آثار شرلوک هولمز و دکتر واتسون بود و مهارت‌های تحلیلی آن‌ها را تحسین می‌کرد. علاقهٔ او به شیمی در سال دوم دبیرستان شکل گرفت و در رقابت جستجوی استعداد علمی وستینگهاوس رتبه‌ای کسب کرد که به دریافت بورس تحصیلی برای دانشگاه انجامید. از آن‌جایی که کالج ویلیام و مری به دلیل زن بودنش این بورس را نپذیرفت، او در کالج روآنک ادامه تحصیل داد و به نخستین فرد خانواده‌اش تبدیل شد که به دانشگاه رفت. او در سال ۱۹۵۹ با مدرک کارشناسی علوم در رشتهٔ شیمی از کالج روآنک فارغ‌التحصیل شد. در سال ۱۹۶۳، مدرک دکترای تخصصی خود را در رشتهٔ بیوشیمی از دانشگاه دوک دریافت کرد.

## حرفه
پس از انجام تحقیقات دکترای خود، او تحقیقات پسادکترا را ابتدا با حمایت بورس از انجمن سرطان آمریکا و سپس با حمایت از انجمن قلب آمریکا آغاز کرد. در سال ۱۹۶۸، او به دانشگاه پزشکی جنوب‌غربی تگزاس منتقل شد، جایی که آزمایشگاه تحقیقاتی خود را راه‌اندازی کرد. در سال ۱۹۸۲، او به کالج پزشکی ویسکانسین نقل مکان کرد تا به عنوان رئیس دپارتمان بیوشیمی به فعالیت بپردازد و بدین ترتیب اولین زنی شد که این سمت را به عهده گرفت. در سال ۱۹۹۰، او به دانشگاه علوم بهداشتی تگزاس در سن آنتونیو منتقل شد و به عنوان استاد برجسته شیمی، رابرت ای. ولچ منصوب گردید. از سال ۲۰۲۲، او استاد موقت در دانشگاه دوک در دپارتمان بیوشیمی است.

## تحقیقات
مسترز به خاطر تحقیقاتش در مورد ساختار و عملکرد آنزیم‌ها شناخته شده است. او به عنوان دانشجوی دکترا، سیتوکروم پی۴۵۰ ردوکتاز (NADPH-cytochrome P450 oxidoreductase) را شناسایی کرد. سپس او روش‌هایی برای تصفیه آنزیم‌ها، مانند سیتوکروم پی۴۵۰ ردوکتاز، توسعه داد که امکان بررسی ویژگی‌های بیوشیمیایی آن‌ها را فراهم می‌آورد و شناسایی محل‌های فعال پروتئین از طریق کریستالوگرافی اشعه ایکس. در مورد سینتاز نیتریک اکسید، او ساختار اتمی ایزوآنزیم اندوتلیالی، روی متصل به پروتئین و کوفاکتورها (هم و تتراهیدروبایوپترین) مورد نیاز را بررسی کرد.

## جوایز و افتخارات
مسترز جوایز و افتخارات متعددی از دانشگاه روآنوک دریافت کرده است. در سال ۱۹۷۳، او مدال دانشگاه روآنوک را برای خدمات برجسته خود به جامعه و حرفه‌اش دریافت کرد. در سال ۱۹۸۳، او درجه دکترای افتخاری علوم را از دانشگاه روآنوک دریافت کرد.
در سال ۱۹۹۰، مسترز به مرکز علوم بهداشتی دانشگاه تگزاس در سن آنتونیو جذب شد و به عنوان نخستین استاد برجسته رابرت آ. ولچ در رشته شیمی منصوب گردید. در سال ۱۹۹۲، مسترز جایزه برتری در علم از فدراسیون جوامع آمریکایی برای زیست‌شناسی تجربی (FASEB) را دریافت کرد. در سال ۲۰۰۰، او برنده جایزه برنارد بی. برودی در متابولیسم دارو از انجمن داروشناسی و درمان‌های تجربی آمریکا شد. در سال ۱۹۹۶، مسترز به عنوان عضو آکادمی ملی پزشکی انتخاب شد. و در سال ۲۰۰۱، به عنوان عضو انجمن آمریکایی پیشرفت علم انتخاب شد. در سال ۲۰۰۵، دانشگاه چارلز (پراگ) درجه دکترای افتخاری را به پاس کارهایش به مسترز اعطا کرد. در سال ۲۰۲۲، دانشگاه پزشکی ویسکانسین (MCW) دکترای افتخاری علوم را به مسترز اهدا کرد.